# Panaque suttonorum
Panaque suttonorum är en fiskart som beskrevs av Schultz, 1944. Panaque suttonorum ingår i släktet Panaque och familjen Loricariidae. IUCN kategoriserar arten globalt som otillräckligt studerad. Inga underarter finns listade i Catalogue of Life.